# Proliv Aviatorov
Proliv Aviatorov (englische Transkription für russisch Пролив Авиаторов Proliw Awiatorow, deutsch ‚Fliegermeerenge‘) ist eine Meerenge an der Budd-Küste des ostantarktischen Wilkeslands. Sie trennt Peterson Island im Archipel der Windmill-Inseln von der Browning-Halbinsel.
Russische Wissenschaftler benannten sie in Erinnerung an alle Antarktispiloten.